# Zegriades magister
Zegriades magister är en skalbaggsart som först beskrevs av Francis Polkinghorne Pascoe 1857.  Zegriades magister ingår i släktet Zegriades och familjen långhorningar. Inga underarter finns listade i Catalogue of Life.